# Wu Jiang
Der Wu Jiang  (chinesisch 烏江 / 乌江, Pinyin Wū Jiāng) ist ein rechter Nebenfluss des Jangtsekiang. Er hat eine südliche und nördliche Quelle, die südliche ist der Sancha He, die nördliche der Liuchong He.
Nach dem Zusammenfluss heißt der Fluss zunächst Yachi, erst ab Wujiangdu (乌江渡) im Kreis Zunyi trägt er den Namen Wu Jiang. Die Quelle des Sancha He liegt im Westteil der Provinz Guizhou im Kreis Weining am östlichen Fuß des Gebirges Wumeng Shan. Er fließt durch den Norden Guizhous und den Süden von Chongqing, im Gebiet von Fuling mündet er in den Jangtsekiang. Der Wu Jiang ist über 1000 km lang. Mittel- und Unterlauf sind schiffbar.
Zu seinen Nebenflüssen zählen Liuchong He (六冲河), Maotiao He (猫跳河), Qingshui Jiang (清水江), Xiang Jiang (湘江), Zhuo He (濯河), Hongdu He (洪渡河), Yu Jiang (郁江) und Furong Jiang (芙蓉江).
| Nr. | Talsperre             | Höhe [m] | Fertig seit | MW   | Geo-Koordinate                    | Provinz   |
| --- | --------------------- | -------- | ----------- | ---- | --------------------------------- | --------- |
| 1   | Hongjiadu-Talsperre   | 1147     | 2004        | 540  | 26° 52′ 08,0″ N, 105° 51′ 44,0″ O | Guizhou   |
| 2   | Dongfeng-Talsperre    | 970      | 1995        | 570  | 26° 51′ 20,5″ N, 106° 09′ 18,9″ O | Guizhou   |
| 3   | Suofengying-Talsperre | 837      | 2006        | 600  | 26° 58′ 09,0″ N, 106° 22′ 21,0″ O | Guizhou   |
| 4   | Wujiangdu-Talsperre   | 760      | 1983        | 1130 | 27° 19′ 10,0″ N, 106° 45′ 35,0″ O | Guizhou   |
| 5   | Goupitan-Talsperre    | 640,5    | 2010        | 3000 | 27° 22′ 31,0″ N, 107° 37′ 59,3″ O | Guizhou   |
| 6   | Silin-Talsperre       |          | 2008        | 1080 | 27° 48′ 08,0″ N, 108° 11′ 10,0″ O | Guizhou   |
| 7   | Shatuo-Talsperre      |          | 2009        | 1120 | 28° 30′ 06,0″ N, 108° 28′ 57,0″ O | Guizhou   |
| 8   | Pengshui-Talsperre    |          | 2008        | 1750 | 29° 11′ 16,5″ N, 108° 12′ 23,3″ O | Chongqing |
| 9   | Yinpan-Talsperre      |          | 2011        | 600  | 29° 16′ 31,0″ N, 107° 53′ 21,0″ O | Chongqing |